# Arrondissement de Besançon
Pour les articles homonymes, voir Besançon (homonymie).
L'arrondissement de Besançon est une division administrative française située dans le département du Doubs, en région Bourgogne-Franche-Comté.

## Historique
Par décret royal du 17 juillet 1819, les communes de la Chevillotte, de Gennes, de Mamirolles, de Le Gratteris, de Montfaucon, de Morre et de Saône faisant alors partie du canton de Roulans, arrondissement de Baume, département du Doubs seront distraites de ce canton et réunies au canton sud de la ville de Besançon, arrondissement de Besançon.

## Composition

### Cantons avant le redécoupage de 2014
- Amancey
- Audeux
- Baume-les-Dames
- Besançon-Est
- Besançon-Nord-Est
- Besançon-Nord-Ouest
- Besançon-Ouest
- Besançon-Planoise
- Besançon-Sud
- Boussières
- Marchaux
- Ornans
- Quingey
- Rougemont
- Roulans

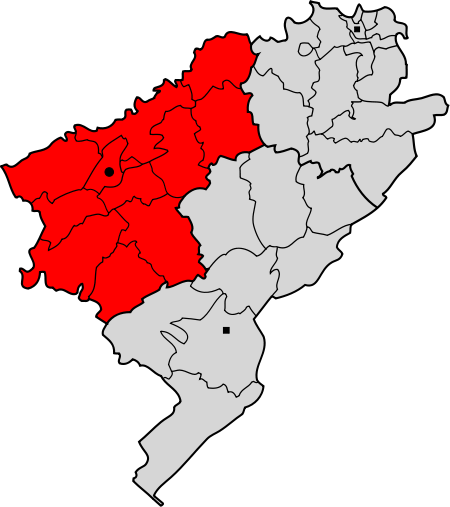
Arrondissement de Besançon jusqu'en 2014

Jusqu'en 2009, le canton de Pierrefontaine-les-Varans et le canton de Vercel-Villedieu-le-Camp (arrondissement de Pontarlier) faisaient partie de l'arrondissement de Besançon.

### Cantons à partir de 2014
- Baume-les-Dames
- Bavans (en partie)
- Besançon-1
- Besançon-2
- Besançon-3
- Besançon-4
- Besançon-5
- Besançon-6
- Ornans (en partie)
- Saint-Vit
- Valdahon (en partie)

### Découpage communal depuis 2015
Depuis 2015, le nombre de communes des arrondissements varie chaque année soit du fait du redécoupage cantonal de 2014 qui a conduit à l'ajustement de périmètres de certains arrondissements, soit à la suite de la création de communes nouvelles. Le nombre de communes de l'arrondissement de Besançon est ainsi de 267 en 2015, 265 en 2016, 260 en 2017, 256 de 2019 à 2021 et 254 en 2022.
Au 1er janvier 2024, l'arrondissement groupe les 254 communes suivantes :
1. Abbans-Dessous
2. Abbans-Dessus
3. Abbenans
4. Adam-lès-Passavant
5. Aïssey
6. Amagney
7. Amancey
8. Amathay-Vésigneux
9. Amondans
10. Arc-et-Senans
11. Audeux
12. Autechaux
13. Les Auxons
14. Avanne-Aveney
15. Avilley
16. Bartherans
17. Battenans-les-Mines
18. Baume-les-Dames
19. Berthelange
20. Besançon
21. Beure
22. Blarians
23. Bolandoz
24. Bonnal
25. Bonnay
26. Bouclans
27. Boussières
28. Braillans
29. Breconchaux
30. Brères
31. La Bretenière
32. Bretigney-Notre-Dame
33. Buffard
34. Burgille
35. Busy
36. By
37. Byans-sur-Doubs
38. Cademène
39. Cendrey
40. Cessey
41. Chalèze
42. Chalezeule
43. Champagney
44. Champlive
45. Champoux
46. Champvans-les-Moulins
47. Chantrans
48. Charnay
49. Chassagne-Saint-Denis
50. Châteauvieux-les-Fossés
51. Châtillon-Guyotte
52. Châtillon-le-Duc
53. Chaucenne
54. Chay
55. Chemaudin et Vaux
56. Chenecey-Buillon
57. Chevigney-sur-l'Ognon
58. La Chevillotte
59. Chevroz
60. Chouzelot
61. Cléron
62. Corcelle-Mieslot
63. Corcelles-Ferrières
64. Corcondray
65. Côtebrune
66. Courcelles
67. Courchapon
68. Crouzet-Migette
69. Cubrial
70. Cubry
71. Cusance
72. Cuse-et-Adrisans
73. Cussey-sur-Lison
74. Cussey-sur-l'Ognon
75. Dammartin-les-Templiers
76. Dannemarie-sur-Crète
77. Deluz
78. Déservillers
79. Devecey
80. Durnes
81. Échay
82. Échevannes
83. École-Valentin
84. L'Écouvotte
85. Émagny
86. Épeugney
87. Esnans
88. Éternoz
89. Étrabonne
90. Ferrières-les-Bois
91. Fertans
92. Flagey
93. Flagey-Rigney
94. Fontain
95. Fontenelle-Montby
96. Fontenotte
97. Fourbanne
98. Fourg
99. Franey
100. Franois
101. Geneuille
102. Gennes
103. Germondans
104. Gevresin
105. Glamondans
106. Gondenans-les-Moulins
107. Gondenans-Montby
108. Gonsans
109. Gouhelans
110. Goux-sous-Landet
111. Grandfontaine
112. Le Gratteris
113. Grosbois
114. Guillon-les-Bains
115. Guyans-Durnes
116. L'Hôpital-du-Grosbois
117. Huanne-Montmartin
118. Hyèvre-Magny
119. Hyèvre-Paroisse
120. Jallerange
121. Laissey
122. Lanans
123. Lantenne-Vertière
124. Larnod
125. Lavans-Quingey
126. Lavans-Vuillafans
127. Lavernay
128. Liesle
129. Lizine
130. Lods
131. Lombard
132. Lomont-sur-Crête
133. Longeville
134. Luxiol
135. Malans
136. Malbrans
137. Mamirolle
138. Marchaux-Chaudefontaine
139. Mazerolles-le-Salin
140. Mercey-le-Grand
141. Mérey-Vieilley
142. Mésandans
143. Mesmay
144. Miserey-Salines
145. Moncey
146. Moncley
147. Mondon
148. Montagney-Servigney
149. Montfaucon
150. Montferrand-le-Château
151. Montgesoye
152. Montivernage
153. Montmahoux
154. Montrond-le-Château
155. Les Monts-Ronds
156. Montussaint
157. Morre
158. Le Moutherot
159. Mouthier-Haute-Pierre
160. Myon
161. Naisey-les-Granges
162. Nancray
163. Nans
164. Nans-sous-Sainte-Anne
165. Noironte
166. Novillars
167. Ollans
168. Ornans
169. Osse
170. Osselle-Routelle
171. Ougney-Douvot
172. Palantine
173. Palise
174. Paroy
175. Passavant
176. Pelousey
177. Pessans
178. Pirey
179. Placey
180. Pont-les-Moulins
181. Pouilley-Français
182. Pouilley-les-Vignes
183. Pouligney-Lusans
184. Puessans
185. Pugey
186. Le Puy
187. Quingey
188. Rancenay
189. Recologne
190. Rennes-sur-Loue
191. Reugney
192. Rigney
193. Rignosot
194. Rillans
195. Roche-lez-Beaupré
196. Rognon
197. Romain
198. Ronchaux
199. Roset-Fluans
200. Rougemont
201. Rougemontot
202. Rouhe
203. Roulans
204. Ruffey-le-Château
205. Rurey
206. Sainte-Anne
207. Saint-Hilaire
208. Saint-Juan
209. Saint-Vit
210. Samson
211. Saône
212. Saraz
213. Saules
214. Sauvagney
215. Scey-Maisières
216. Séchin
217. Serre-les-Sapins
218. Servin
219. Silley-Amancey
220. Silley-Bléfond
221. Tallans
222. Tallenay
223. Tarcenay-Foucherans
224. Thise
225. Thoraise
226. Thurey-le-Mont
227. Torpes
228. La Tour-de-Sçay
229. Tournans
230. Trépot
231. Tressandans
232. Trouvans
233. Uzelle
234. Vaire
235. Le Val
236. Val-de-Roulans
237. Valleroy
238. Vaudrivillers
239. Velesmes-Essarts
240. Venise
241. Vennans
242. Vergranne
243. Verne
244. La Vèze
245. Vieilley
246. Viéthorey
247. Villars-Saint-Georges
248. Villers-Buzon
249. Villers-Grélot
250. Villers-Saint-Martin
251. Voillans
252. Voires
253. Vorges-les-Pins
254. Vuillafans

## Démographie
En 2022, l'arrondissement comptait 254 489 habitants.
| 1968    | 1975    | 1982    | 1990    | 1999    | 2006    | 2011    | 2016    | 2021    |
| ------- | ------- | ------- | ------- | ------- | ------- | ------- | ------- | ------- |
| 179 559 | 199 287 | 204 887 | 216 500 | 229 712 | 259 168 | 244 305 | 249 211 | 253 510 |

| 2022    | - | - | - | - | - | - | - | - |
| ------- | - | - | - | - | - | - | - | - |
| 254 489 | - | - | - | - | - | - | - | - |

## Administration
L'arrondissement est administré par le secrétaire général de la préfecture.
| Période | Période  | Identité             | Fonction précédente                            | Observation        |
| ------- | -------- | -------------------- | ---------------------------------------------- | ------------------ |
| ...     |          |                      |                                                |                    |
| 2012    | 2014     | Joël Mathurin        |                                                |                    |
| 2014    | 2021     | Jean-Philippe Setbon |                                                |                    |
| 2021    | En cours | Philippe Portal      | Secrétaire général de la préfecture de l'Isère | Secrétaire général |